# Joseph Pelloux
Pour les articles homonymes, voir Pelloux.
Joseph Pelloux (italianisé en Giuseppe Pelloux), né le 29 juin 1799 à La Roche dans le duché de Savoie et mort le 21 décembre 1866 dans cette même ville, devenue française et appartenant au département de la Haute-Savoie, est un médecin et homme politique savoyard.

## Biographie

### Origines
François-Joseph est le fils de Thomas Pelloux (1770-1846), médecin et chirurgien à La Roche.
François-Joseph Pelloux fait des études de médecine et devient chirurgien.

### Carrière politique
Il participe aux événements de 1821 (conjuration pour renverser la monarchie de Turin) puis s'exile en France et en Espagne, avant de revenir dans sa patrie.
En 1841, il devient syndic de La Roche jusqu'en 1860, il sera aussi conseiller provincial pour la province du Faucigny.
Il se présente en 1857 comme candidat pour représenter la Savoie au Parlement du royaume de Sardaigne pour le collège  de Bonneville, puis à nouveau en mars 1860. Favorable à l'Annexion de la Savoie à la France, il remporte ces élections contre des candidats favorable à un rattachement à la Suisse, notamment en 1860 contre Pierre Blanc.
Lors des débats sur l'avenir du duché en 1860, favorable à la réunion à la France, il fait partie des 15 députés savoyards, élus en mars, qui envoient une lettre au Président de la Chambre, indiquant qu'ils ne se rendront pas à l'ouverture de celle-ci le 15 mai.
Au lendemain de l'Annexion de la Savoie à la France, il est nommé maire de La Roche jusqu'en 1865. Il est également conseiller général du canton de La Roche de 1861 à 1864.

## Famille
Joseph Pelloux épouse en 1835, Jeanne Virginie Laffin (1806-1841), originaire de la commune d'Alex, d'une famille d'industriels verriers.
De cette union, il a notamment trois fils :
- Ernest (1836-1907), banquier à La Roche, il épouse Antonie Arestan. Il est le père d'Auguste Pelloux, médecin à La Roche, maire et conseiller général.
- Léon Pelloux (1837-1907), général et sénateur italien.
- Louis Pelloux (1839-1924), général et sénateur, futur Président du Conseil italien (1898-1900).

Ses deux derniers fils choisissent de rester vivre en Italie au lendemain de l'Annexion de la Savoie par la France, en 1860.
Son petit-fils, Auguste Pelloux, devient également maire de La Roche (1945 à 1959) et conseiller général du canton de 1949 à 1961.

## Décorations
Il est fait chevalier de l'ordre des Saints-Maurice-et-Lazare.
Du fait de son militantisme pro-français, il est fait chevalier de la Légion d'honneur.